# Station Swarzewo
Station Swarzewo is een spoorwegstation in de Poolse plaats Swarzewo.